# Remaisnil
Remaisnil település Franciaországban, Somme megyében. Lakosainak száma 30 fő (2022. január 1.). Remaisnil Bonnières, Barly, Frohen-sur-Authie és Mézerolles községekkel határos.

## Népesség
A település népessége az elmúlt években az alábbi módon változott:
| Lakosok száma | 34   | 30   | 28   | 29   | 31   | 32   | 31   | 31   | 30   |
|               | 2013 | 2015 | 2016 | 2017 | 2018 | 2019 | 2020 | 2021 | 2022 |